# Friedensreich Hundertwasser
Friedensreich Regentag Dunkelbunt Hundertwasser (født Friedrich Stowasser, 15. december 1928, død 19. februar 2000) var en østrigsk maler, som havde en noget kontroversiel stil. Han er måske bedst kendt for Hundertwasserhaus i Wien, men lavede en række arbejder i tilsvarende stil.

## Værker
Af Hundertwassers værker kan nævnes:
- Hundertwasserhaus, Wien, Østrig
- Forbrændingsanlæg, Spittelau, Wien, Østrig
- Hundertwasser Skovspiral, Darmstadt, Tyskland
- KunstHausWien, Wien, Østrig
- Kindergarten Heddernheim, Frankfurt, Tyskland
- Motorvejs-restaurant, Bad Fischau-Brunn, Østrig
- Hot-Springs-Byen, Bad Blumau, Østrig
- Hundertwasserkirche, Bärnbach, Østrig
- Markthalle, Altenrhein, Schweiz
- Vandtårn, Plochingen, Tyskland
- Quixote Winery, Napa Valley, USA
- Maishima Incineration Plant, Osaka, Japan
- Offentlige toiletter, Kawakawa, New Zealand
- Hundertwasserbanegården, Uelzen, Tyskland
- Det Grønne Citadel, Magdeburg, Tyskland
- Ronald McDonald Kinder Vallei, Valkenburg aan de Geul, Nederlandene
- Kuchlbauerturm, Abensberg, Tyskland